# Teodoro II Paleologo (despota della Morea)
Teodoro II Paleologo in greco Θεόδωρος Β΄ Παλαιολόγος?, Theodōros II Potus Palaiologos (Costantinopoli, 1396 – Selimbria, 21 giugno 1448) fu Despota della Morea dal 1407 fino al 1443.
Teodoro II Paleologo fu il terzogenito (non comprendendo i due figli morti da bambini) di Manuele II Paleologo ed Elena Dragaš. Il nonno materno di Teodoro era il principe serbo Costantino Dragaš. I suoi fratelli erano gli Imperatori bizantini: Giovanni VIII Paleologo, Costantino XI Paleologo, così come Demetrio Paleologo e Tommaso Paleologo che furono despoti della Morea, e Andronico Paleologo, che fu despota di Tessalonica.

## Biografia

### Gli inizi come Despota di Morea
Quando Teodoro aveva solo dieci anni, il padre, Manuele II Paleologo, lo nominò despota della Morea visto che il despota predecessore Teodoro I Paleologo era morto nel 1407. Durante il primo periodo in cui esercitò il suo potere sulla Morea, l'obiettivo di Teodoro fu di allargare i confini della regione, in modo da conquistare almeno tutto il Peloponneso e, visto che la maggior parte della penisola era ancora in mano ai latini, mosse loro guerra. Durante il secondo periodo, invece, Teodoro dichiarò guerra alla Repubblica di Venezia, perché aveva dovuto mobilitare il suo esercito per proteggere Patrasso da un attacco veneziano. Nel periodo in cui Teodoro era ancora un ragazzo suo padre, l'Imperatore Manuele II Paleologo, rimase per un certo periodo nella Morea per supervisionare la gestione della difesa della regione bizantina; vedendo che le protezioni erano scarse, fece ricostruire le mura di Hexamilion nel tratto dell'Istmo di Corinto.

### Il matrimonio con Cleofe e l'alleanza con il Papa
Un momento di cambiamento drastico nella sua politica per la gestione della Morea fu l'unione tra Teodoro e Cleofe Malatesta (o Cleopa), che era una nobildonna italiana (ramo pesarese dei Malatesta [o Malatesti] di Rimini): il matrimonio fu organizzato con l'aiuto del papa Martino V, che si trasformò in un alleato e sostenitore di Teodoro. In una lettera che arrivò a Teodoro poco dopo la morte di Manuele II Paleologo, avvenuta il 21 luglio 1425, il papa Martino V lo aveva nominato Imperatore di Costantinopoli, ma in realtà il trono spettava di diritto di primogenitura al fratello più anziano cioè Giovanni VIII Paleologo.
Ma dopo i buoni inizi le cose per Teodoro peggiorarono: la guerra nella Morea aveva cominciato ad andare contro il favore dei bizantini, che si trovavano sotto pressione da Carlo Tocco, che aveva appena conquistato Cefalonia. Teodoro chiese aiuto a suo fratello, il Basileus Giovanni VIII Paleologo. E nel 1428 Giovanni VIII mandò truppe al comando del fratello Costantino XI Paleologo come rinforzo per Teodoro.

### La condivisione del despotato e la fine
Giovanni aveva nominato Costantino XI despota della Morea che avrebbe governato insieme a suo fratello Teodoro. Gli sforzi uniti dei due fratelli contribuirono alla conquista di Patrasso nel 1430.
D'altra parte l'imperatore Giovanni VIII dichiarò il fratello Costantino (che era più giovane di Teodoro) reggente dell'Impero bizantino e durante il suo viaggio per partecipare al concilio di Firenze nel 1438, portò con lui anche il fratello Costantino, e da ciò risaltava che Costantino era stato scelto da Giovanni come suo erede al trono.
Negli anni successivi, tra i due fratelli Teodoro e Costantino ci furono molte liti, visto che Teodoro non riusciva a sopportare di non essere considerato l'erede al trono di Giovanni VIII, che era senza figli, e che Teodoro era più anziano di Costantino, ma Giovanni gli preferiva comunque Costantino. In un compromesso, Teodoro rinunciò di pretendere di essere il successore al trono dei basileis in caso di morte di Giovanni, quindi lasciava che Costantino prendesse il suo status, ma per sé chiese in cambio l'appannaggio su Selimbria dove potersi ritirare a vita privata. Così avvenne nel 1443, dove però Teodoro morì per aver contratto la peste il 21 giugno 1448.

## Famiglia
Dal matrimonio con Cleofa Malatesta Teodoro ebbe una figlia:
- Elena Paleologa che sposò il re Giovanni II di Cipro.

## Ascendenza
|                      |              |                           | Genitori                  |  |  | Nonni |  |  | Bisnonni                |  |  | Trisnonni            |  |
|                      |              |                           |                           |  |  |       |  |  | Andronico III Paleologo |  |  | Michele IX Paleologo |  |
|                      |              |                           |                           |  |  |       |  |  | Andronico III Paleologo |  |  | Michele IX Paleologo |  |
|                      |              | Rita d'Armenia            |                           |  |  |       |  |  | Andronico III Paleologo |  |  |                      |  |
| Giovanni V Paleologo |              |                           |                           |  |  |       |  |  | Andronico III Paleologo |  |  |                      |  |
|                      |              | Anna di Savoia            | Amedeo V di Savoia        |  |  |       |  |  |                         |  |  |                      |  |
|                      |              | Anna di Savoia            | Amedeo V di Savoia        |  |  |       |  |  |                         |  |  |                      |  |
|                      |              | Anna di Savoia            | Maria di Brabante         |  |  |       |  |  |                         |  |  |                      |  |
| Manuele II Paleologo |              | Anna di Savoia            |                           |  |  |       |  |  |                         |  |  |                      |  |
|                      |              | Giovanni VI Cantacuzeno   | Michele Cantacuzeno       |  |  |       |  |  |                         |  |  |                      |  |
|                      |              | Giovanni VI Cantacuzeno   | Michele Cantacuzeno       |  |  |       |  |  |                         |  |  |                      |  |
|                      |              | Giovanni VI Cantacuzeno   | Angela Cantacuzena        |  |  |       |  |  |                         |  |  |                      |  |
| Elena Cantacuzena    |              | Giovanni VI Cantacuzeno   |                           |  |  |       |  |  |                         |  |  |                      |  |
|                      |              | Irene Asanina             | Andronico Asen            |  |  |       |  |  |                         |  |  |                      |  |
|                      |              | Irene Asanina             | Andronico Asen            |  |  |       |  |  |                         |  |  |                      |  |
|                      |              | Irene Asanina             | Tarchaneiotissa           |  |  |       |  |  |                         |  |  |                      |  |
| Teodoro II Paleologo |              | Irene Asanina             |                           |  |  |       |  |  |                         |  |  |                      |  |
|                      | Dejan Dragaš | Dragimir                  |                           |  |  |       |  |  |                         |  |  |                      |  |
|                      | Dejan Dragaš | Dragimir                  |                           |  |  |       |  |  |                         |  |  |                      |  |
|                      | Dejan Dragaš | …                         |                           |  |  |       |  |  |                         |  |  |                      |  |
| Costantino Dragaš    | Dejan Dragaš |                           |                           |  |  |       |  |  |                         |  |  |                      |  |
|                      |              | Teodora di Serbia         | Stefano Uroš III Dečanski |  |  |       |  |  |                         |  |  |                      |  |
|                      |              | Teodora di Serbia         | Stefano Uroš III Dečanski |  |  |       |  |  |                         |  |  |                      |  |
|                      |              | Teodora di Serbia         | Teodora di Bulgaria       |  |  |       |  |  |                         |  |  |                      |  |
| Elena Dragaš         |              | Teodora di Serbia         |                           |  |  |       |  |  |                         |  |  |                      |  |
|                      |              | Alessio III di Trebisonda | Basilio di Trebisonda     |  |  |       |  |  |                         |  |  |                      |  |
|                      |              | Alessio III di Trebisonda | Basilio di Trebisonda     |  |  |       |  |  |                         |  |  |                      |  |
|                      |              | Alessio III di Trebisonda | Irene di Trebisonda       |  |  |       |  |  |                         |  |  |                      |  |
| Eudocia Comnena      |              | Alessio III di Trebisonda |                           |  |  |       |  |  |                         |  |  |                      |  |
|                      |              | Teodora Cantacuzena       | Niceforo Cantacuzeno      |  |  |       |  |  |                         |  |  |                      |  |
|                      |              | Teodora Cantacuzena       | Niceforo Cantacuzeno      |  |  |       |  |  |                         |  |  |                      |  |
|                      |              | Teodora Cantacuzena       | …                         |  |  |       |  |  |                         |  |  |                      |  |
|                      |              | Teodora Cantacuzena       |                           |  |  |       |  |  |                         |  |  |                      |  |